# Печать Айдахо
Больша́я печа́ть шта́та Айда́хо (англ. The Great Seal of Idaho) — один из официальных символов штата Айдахо, США.
Первая версия печати была принята в 1863 году. Впоследствии печать перерисовывалась несколько раз вплоть до получения Айдахо статуса штата в 1890 году. В 1957 году в печать были внесены последние изменения, отражающие важнейшие промышленные отрасли штата.
Внешнее кольцо печати содержит текст «Большая Печать Штата Айдахо» на английском языке и звезду, символизирующую новый свет в плеяде штатов. Внутренний круг содержит изображение стяга с девизом штата «Esto Perpetua» на латинском языке. Женщина, символизирующая справедливость, и мужчина в одежде горняка стоят по разные стороны от щита. На щите изображены основные символы штата:
- Дробилка — горная промышленность;
- Сосна — лесная промышленность;
- Землепашец — сельское хозяйство;
- Река — река Снейк или Шошоне.

Элементы, окружающие щит:
- Сноп под щитом — сельское хозяйство;
- Рога изобилия по нижним краям щита — садоводство;
- Голова оленя над щитом — закон штата об охране оленей и лосей.

По правую сторону от женщины произрастают кусты сирени или чубушника и пшеницы.

## Интересные факты
- Печать Айдахо является единственной печатью штата, разработанной женщиной. Автором печати является Эмма Грин, дочь губернатора штата Миссури Джона Эдвардса (англ.).